# Franz Laufkötter

Franz Laufkötter

Franz Laufkötter (* 2. November 1857 in Altenbeken in Westfalen; † 15. November 1925 in Münster) war ein deutscher Politiker (SPD).

## Leben und Wirken
Laufkötter besuchte ein humanistisches Gymnasium in Warburg. Danach besuchte er das katholische Lehrerseminar in Düren. Zeitweise widmete er sich einem ausgedehnten Privatstudium, das sich vor allem auf die Gebiete der Wirtschaftslehre, der Soziologie, der Sozialgeschichte und der Sozialphilosophie konzentrierte. Er trat 1880 eine Stelle als Lehrer an der Michaeliskirchenschule in Hamburg an. Drei Jahre später unterrichtete er an der Schule der Kruppwerke in Essen. Hinzu kamen Vorträge und Unterrichtskurse in Arbeiterbildungsvereinen in allen Gegenden Deutschlands. Bereits in den 1880er Jahren begann Laufkötter sich unter dem Einfluss seines älteren Bruders verstärkt in der Sozialdemokratischen Partei (SPD) zu engagieren, später auch für die Konsumgenossenschaften. Während der Sozialistengesetze war er für seine Partei rednerisch und schriftstellerisch tätig. Außerdem wurde er ständiger Mitarbeiter an sozialistischen, konsumgenossenschaftlichen und gewerkschaftlichen Zeitungen und Zeitschriften des In- und Auslandes. Daneben war er auch Verfasser verschiedener Schriften soziologischen und sozialistischen Inhaltes.
Im Januar 1923 zog Laufkötter im Nachrückverfahren für einen ausgeschiedenen Abgeordneten seiner Partei in den Reichstag ein. Bei den Wahlen vom Mai und vom Dezember 1924 kandidierte er jeweils erfolgreich für den Wahlkreis 34 (Hamburg). Dem deutschen Parlament gehörte er anschließend bis zu seinem Tod 1925 an. Anschließend wurde Laufkötters Mandat für den Rest der Legislaturperiode erst bis Ende 1926 von seinem Parteifreund Friedrich Paeplow weitergeführt und nach dessen Ausscheiden von Adolf Biedermann.
Innerhalb der SPD war Laufkötter ein extremer Verfechter nationalistischer Positionen. So trat er nach dem Amsterdamer Kongress von 1904 offen dafür ein, ein Einwanderungsverbot gegen Arbeiter bestimmter Rassen und Nationen ins Deutsche Reich zu verhängen („Will man Gegenwartspolitik treiben und nicht Zukunftsmusik machen, so muss man eben unterscheiden zwischen Arbeitern, die aus einem Kulturlande kommen und solchen, die rückständigen Nationen angehören.“).

## Ehrungen
- In Hamburg-Horn wurde der Laufkötterweg nach ihm benannt

## Schriften
- Die Deutsche Konsumgenossenschaftsbewegung im Weltkriege, 1916.
- Die Sozialisierung unseres Wirtschaftslebens. Eine Kursusdisposition, 1921.
- Der Sozialismus als Utopie und als Wissenschaft. Eine Vortragsdisposition, Berlin 1922.